# Guy de Lons
Guy de Lons (... – maggio 1141) è stato un vescovo francese.

## Biografia
Nel 1115 Guy venne consacrato vescovo di Lescar, una delle diocesi che facevano parte della viscontea del Béarn. A quei tempi Gastone IV di Béarn, illustre condottiero e fervente cristiano, soprannominato "il Crociato", per la sua partecipazione alla prima crociata, ne era il visconte. Gastone era uno degli alleati di Alfonso I, re di Aragona, con il quale condivideva l'ambizione di sottrarre le terre della Spagna ai Mori. Guy, egli stesso un bravo guerriero, divenne il braccio destro di Alfonso, accompagnandolo in quasi tutte le sue campagne nella penisola iberica. Papa Gelasio II organizzò nel 1118 un piccolo concilio a Tolosa nel corso del quale concesse il titolo di Crociata alla spedizione che Alfonso e Guy stavano organizzando contro la città musulmana di Saragozza. Guy prese parte a questo concilio e successivamente accompagnò le truppe del Béarn che partecipavano all'impresa nel dicembre dello stesso anno. Rimase in Aragona quindi per poter partecipare, l'anno successivo, alla conquista di Tudela, rientrando poi a Lescar.

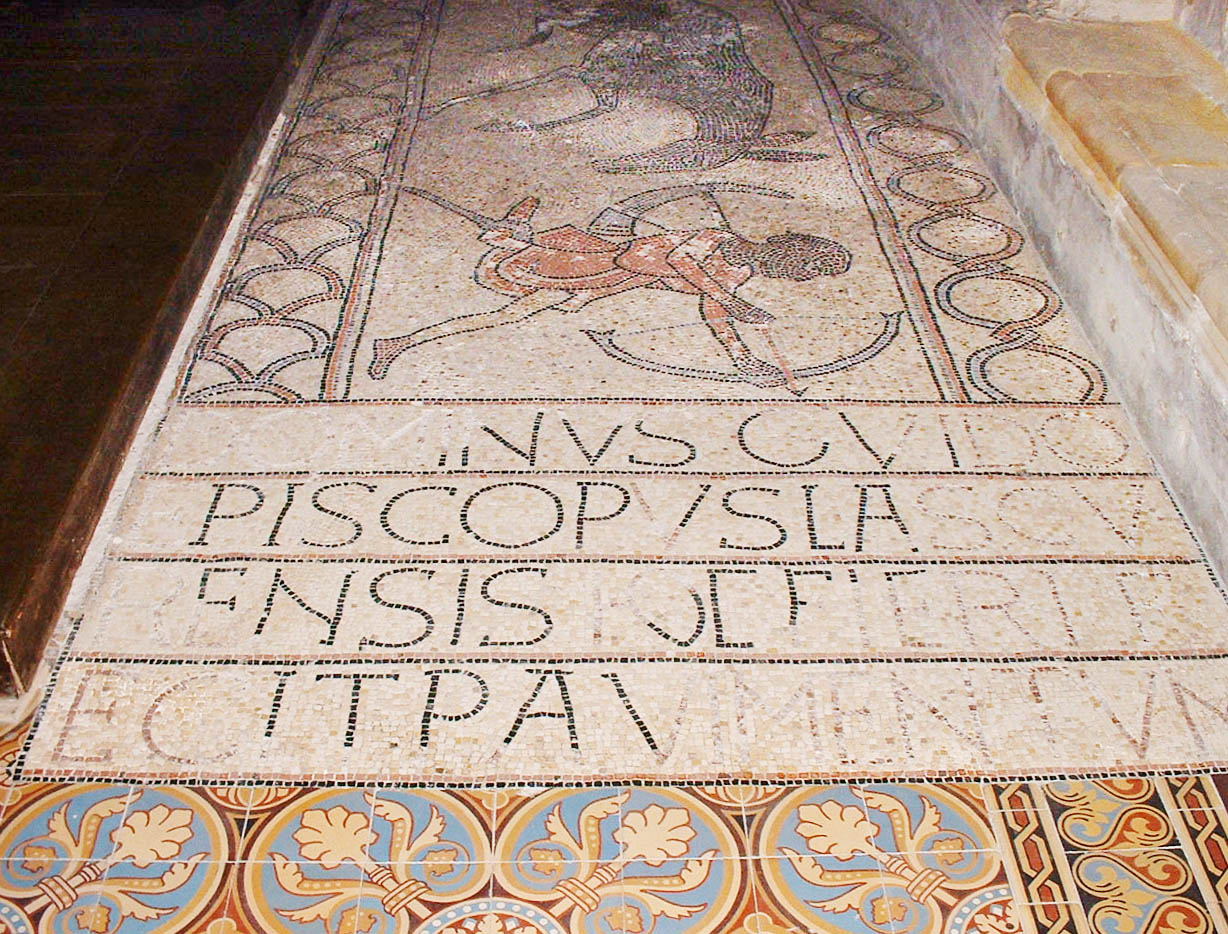
Veduta parziale del mosaico della cattedrale di Lescar, che menziona Guy de Lons

Nel 1120 diede inizio ai lavori della nuova cattedrale di Lescar. Nel 1122 venne segnalata nuovamente la sua presenza in Aragona per assistere alla fondazione della Fraternità di Belchite, una confraternita militare che precorreva le istituzioni dei monaci-guerrieri. Due anni dopo prese nuovamente parte a fatti d'arme a fianco di Gastone e di Alfonso nelle loro incursioni su Peña Cadiella. Non pare tuttavia che avesse preso parte alla grande spedizione dei sovrani sulla città di Granada.
Venne nominato precettore dell'erede di Gastone, Centullo VI del Béarn. Alla morte di Gastone, essendo Centullo ancora infante, il comando delle truppe del Béarn venne assunto da Guy. Egli partecipò così all'ennesima "crociata" proclamata da Alfonso per la conquista della città di Fraga. Inoltre Alfonso lo nominò direttore spirituale della crociata, nonostante che alla spedizione partecipassero anche i vescovi di Roda, Huesca o Najera. Quindi toccò a Guy il compito di proteggere la reliquia (lignum crucis, ovvero parte della Vera Croce) che Alfonso portava con sé. Il 17 luglio 1134, nella battaglia di Fraga, gli Almoravidi misero in rotta le truppe cristiane, provocando la morte di quasi tutti i cavalieri cristiani, catturarono Guy, lo accecarono e lo rilasciarono solo dopo il pagamento di un grosso riscatto.
Guy morì nel 1141.